# Tapera

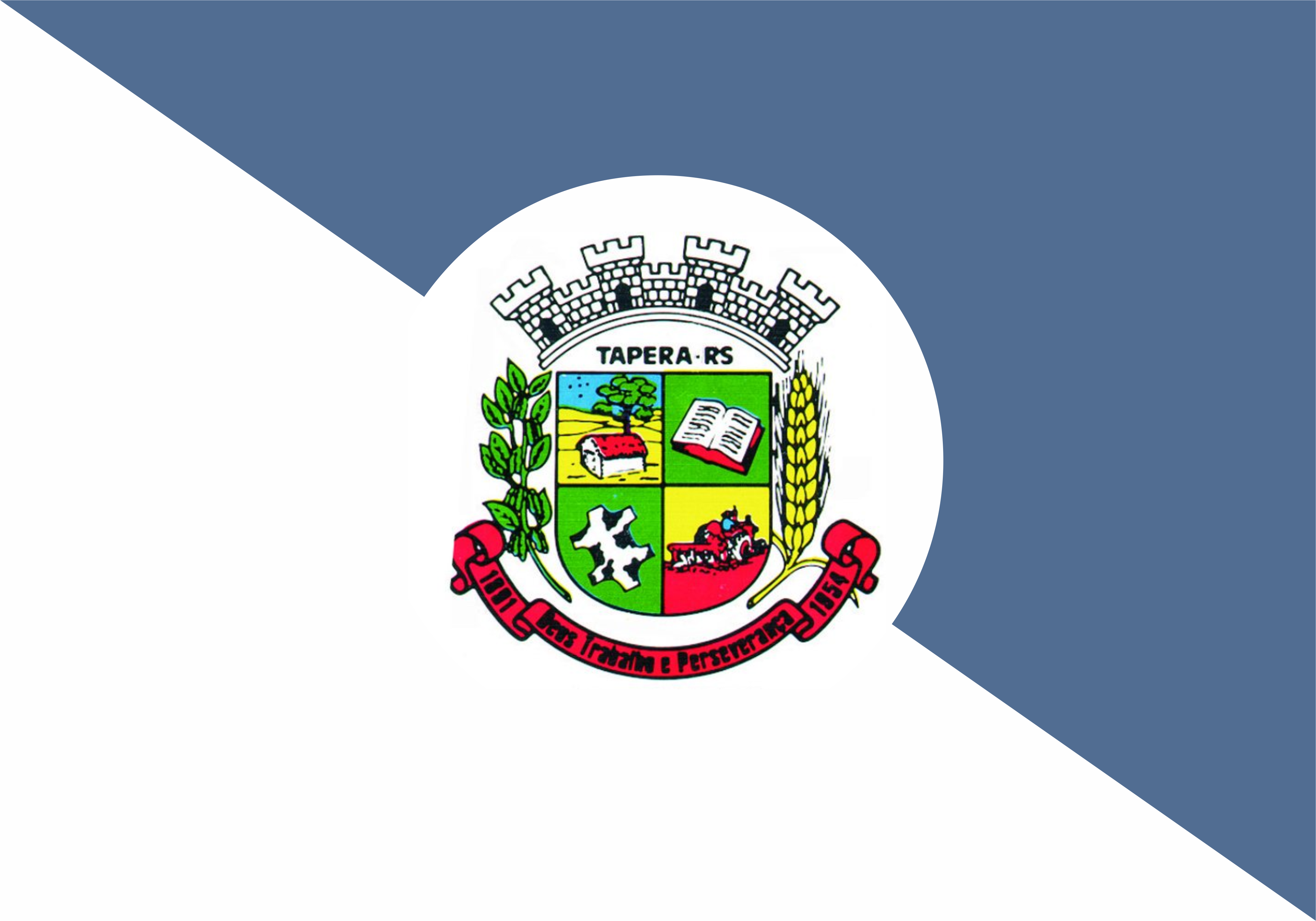
Bandera del municipio brasileño de Tapera

Otra acepción del término: Tapera (casa abandonada)
Tapera es un municipio brasileño del estado de Rio Grande do Sul.
Se encuentra ubicado a una latitud de 28º37'34" Sur y una longitud de 52º52'12" Oeste, estando a una altitud de 409 metros sobre el nivel del mar. Su población estimada para el año 2004 era de 10.953 habitantes.
Ocupa una superficie de 182,46 km².
- Datos: Q1749888
- Multimedia: Tapera (Rio Grande do Sul) / Q1749888